# Jakub Przerębski
Jakub Jan Przerębski herbu Nowina (zm. 1612) – kasztelan sieradzki.

## Rodzina
Pochodził ze znanej rodziny szlacheckiej pieczętującej się herbem Nowina. Ojciec i dziad Jan pełnili urząd kasztelana sieradzkiego. Bracia Jakuba: Brykcy - pisarz ziemski sieradzki i poseł; Stanisław - kasztelan sieradzki. Syn jego Maksymilian także był kasztelanem sieradzkim. 

## Pełnione urzędy
Urząd kasztelana sieradzkiego sprawował od 1607 roku.